# Thymelaea villosa
La torvisco albar   (Thymelaea villosa) es una especie de planta leñosa perteneciente a la familia Thymelaeaceae.

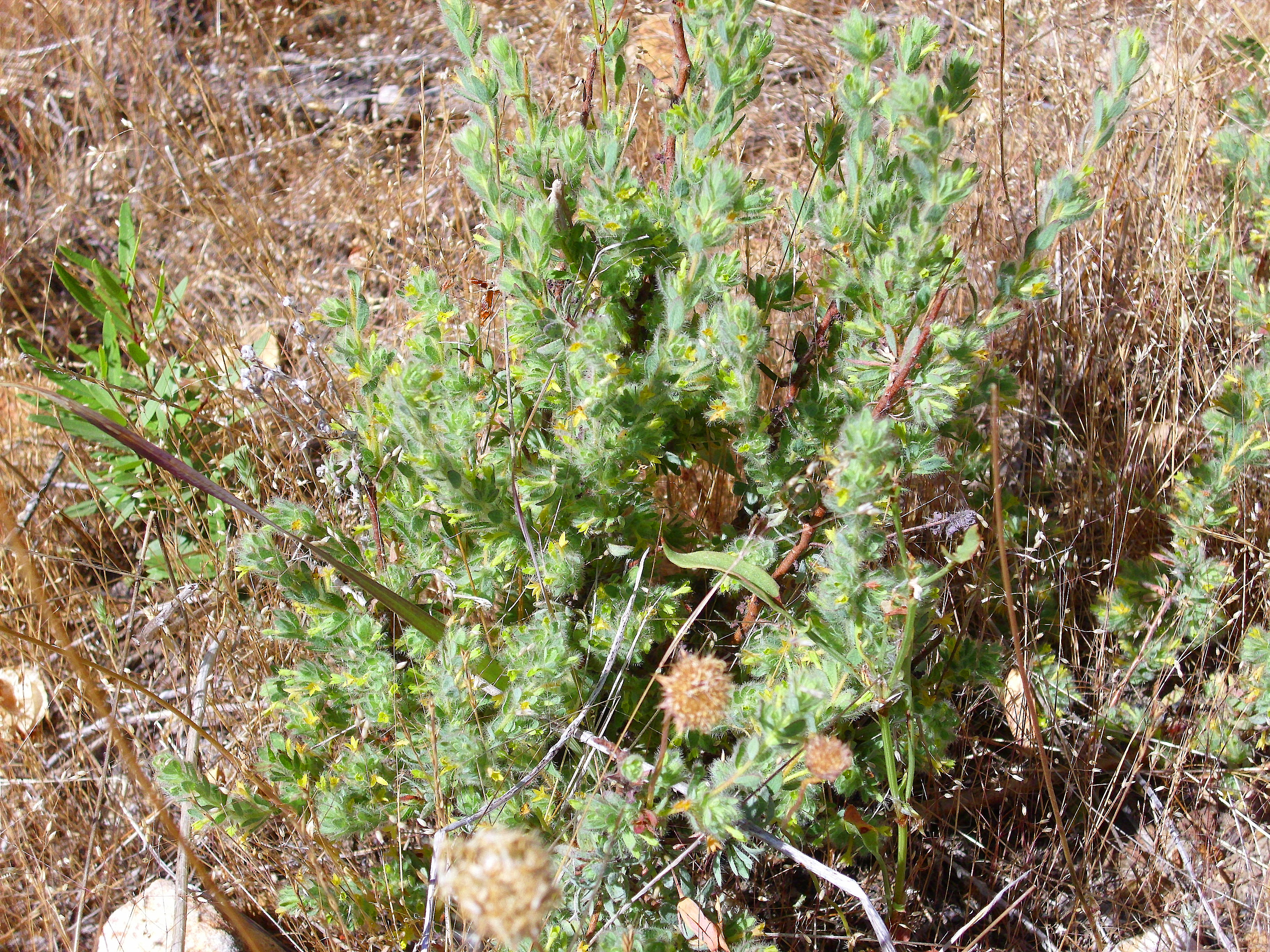
En su hábitat

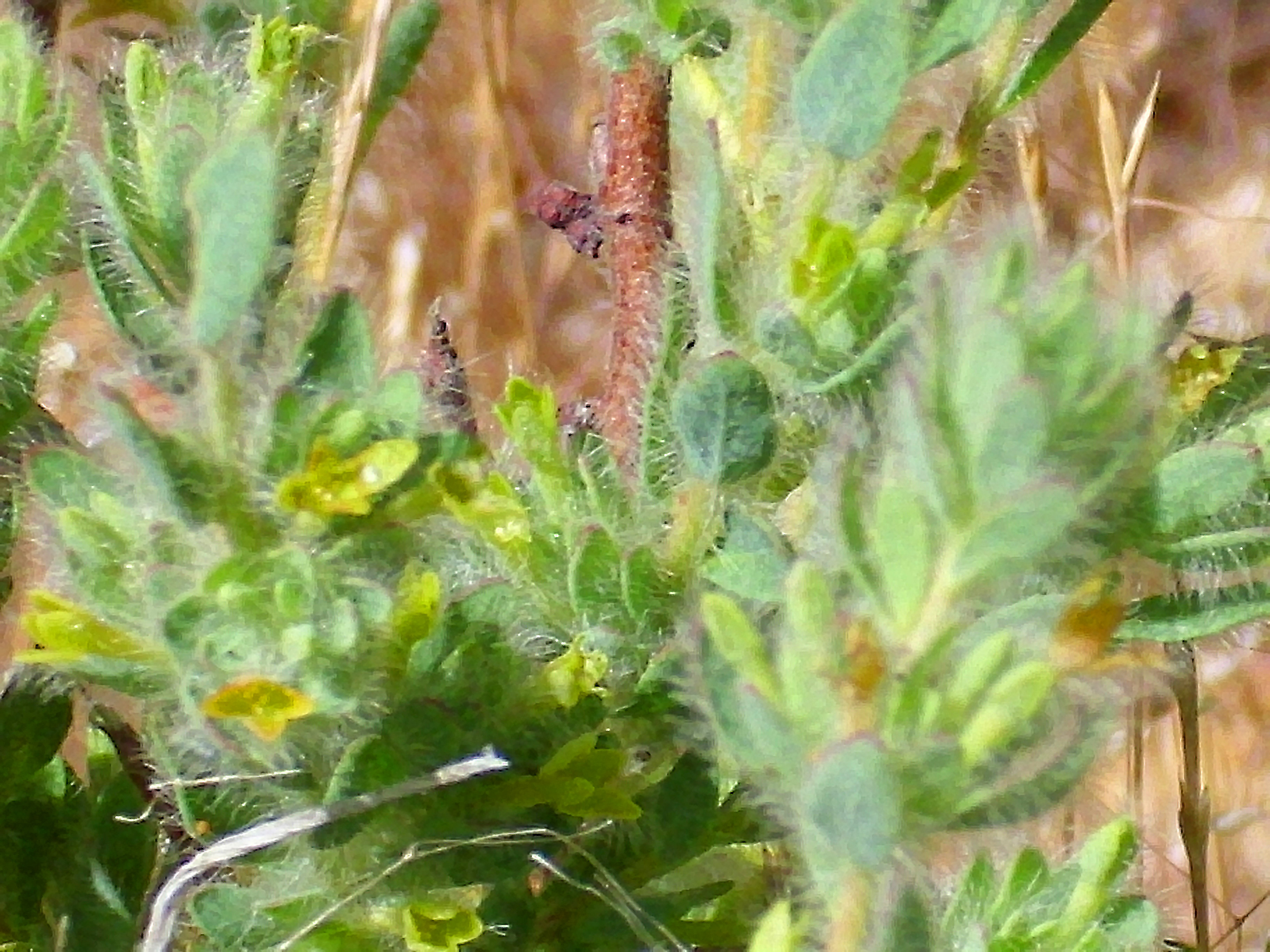
Detalle de la planta

## Descripción
Es una planta perenne, que alcanza un tamaño de hasta de 50(100) cm de altura, arbustiva; ginodioica. Tallos jóvenes piloso-hirsutos –con pelos de 1-2(3) mm–; tallos viejos hirsutos, ± denudados, con cicatrices foliares no prominentes, ± elípticas. Hojas (6)7-11(13) x1,4-2,5(4) mm, ovado-elípticas, planas, subcoriáceas, persistentes, cortamentepecioladas, ± obtusas, anfiestomáticas; ciliadas –con pelos de 1-2(3) mm– y también con algún cilio disperso por ambas caras. Inflorescencias en fascículo capituliforme, terminales –aunque a veces con alguna flor axilar por debajo de la inflorescencia terminal–, que nacen tanto en el extremo de los brotes del año como en el extremo de braquiblastos leñosos, con (1)2-5 flores, cada flor rodeadaen la base por un involucro de pelos de 0,8-1 mm, numerosos; brácteas semejantesa las hojas y generalmente indistinguibles de ellas. Flores unisexuales yhermafroditas; las hermafroditas 8-9 mm, ± tubulosas; las femeninas 5-6,5 mm,± tubulosas. Hipanto de esparcidamente piloso a glabrescente –con pelos de 0,2-0,4(0,6) mm, muy finos–, amarillento, aunque pardusco en seco. Sépalos 2,5-3,5 mm en las flores hermafroditas y de 1,8-2 mm en las femeninas, ovado-lanceolados, glabrescentes. Anteras 0,6-0,7 mm. Estilo subapical, geniculado en la base, de   0,5 mm; estigma capitado. Fruto nuciforme, de 2,5-3 mm, puberulento,encerrado en el hipanto persistente, pero no adherido a él. Semillas 2,5-3 mm.

## Hábitat
Se encuentra en jarales, brezales y claros de alcornocales o encinares, sobre suelos de reacción ácida; a una altitud de (10)100-900(1300) m s. n. m. en la península ibérica y Norte de África. Cuadrante SW de la Península.

## Taxonomía
Thymelaea villosa fue descrita por (L.) Endl. y publicado en Genera Plantarum Suppl. 4(2): 66. 1847[1848].
Sinonimia
- Daphne villosa L.
- Passerina villosa (L.) Wikstr.
- Stellera villosa (L.) Kuntze[3]

## Nombre común
- Castellano:  torvisco (2), torvisco albar (2), torvisco macho.[4]